# Infinite Ocean Of Stars
Infinite Ocean Of Stars es el título de la primera y única maqueta del grupo español Níobeth. Fue grabada en un estudio profesional y vendida a través de la web del grupo y conciertos, al contrario que su anterior y primera maqueta, sin nombre (por lo que suele ser llamada Níobeth) y que sólo se usó con fines promocionales y fue grabada de manera casera. Infinite Ocean Of Stars no ha sido editada ni distribuida de manera oficial, sin embargo, incluía un diseño profesional y un libreto con las letras de las canciones, fotografías y agradecimientos del grupo.
El trabajo cuenta con 6 temas, en los que se deja ver un estilo con tintes algo más góticos y pausados que sus posteriores trabajos, en los que el grupo evoluciona hacia ambientes más sinfónicos y orquestales y con mayor presencia de guitarras.
El trabajo fue presentado el 9 de septiembre en su ciudad, Albacete, en un concierto del grupo.
Posteriormente, tres de los temas de Infinite Ocean Of Stars fueron rescatados por el grupo para arreglarlos, regrabarlos e incluirlos en su primer álbum, The Shining Harmony Of Universe.

## Lista de canciones
1. The Singing Of A Lonely Soul (4:19).
2. Rhyme For My Gone Beloved (6:29).
3. Last Embrace (4:40).
4. My Desire (4:55).
5. The Awakening (3:54).
6. The Magic Flute - Queen Of The Night Aria (3:05).

## Directo

### Gira
La maqueta, a pesar de no haber sido editada oficialmente, fue acompañada por una gira española en la que el grupo visitó diversas ciudades como Sevilla, Madrid, Santander, Murcia, Valencia, Alicante, Albacete, etc.
En febrero de 2008 el grupo detiene temporalmente sus actuaciones para centrarse en preparar su primer álbum, The Shining Harmony Of Universe.